# Číhošť
Číhošť (pronúncia "Tchihochk") é uma comuna da Boêmia, República Checa, localizada a noroeste de Havlíčkův Brod (distrito), região Vysočina, a 7 km a nordeste de Ledeč nad Sázavou. É uma das mais antigas municipalidades do Ledečsku, havendo registros e menções desde 1347. São hoje apenas 336 habitantes e a área da comuna é de 1628 hectares.

## Divisões
Číhošť se divide em quatro sub-distritos.
- Hlohová
- Hroznětín
- Tunochody
- Zdeslavice

## Centro geográfico
A pequena vila é considerada como o Centro Geográfico da República Checa, fato confirmado por diferentes fontes independentes. Esse ponto fica a cerca de 400 metros a nordeste da Igreja da Assunção e suas coordenadas são 49°44'37.5"N e 15°20'19.1"E. Foi definido por metodologia geométrica, considerando as fronteiras do país, sem levar em conta as diferenças de altitude. A altitude do local é de 527,9 m, havendo aí um memorial de pedra construído em 12 de dezembro de 2006.

## Pontos turísticos
- Igreja da Assunção da Virgem Maria, mencionada como igreja paroquial desde 1350.
- Pico Borovina - a sudoeste da colina de Číhošť fica o pico Borovina de 586,9 m de altura, com excelente visão da região. Sob condições favoráveis pode ser visto o Sniejka (1602 m), mais alto pico da República Checa, parte das montanhas Karkonosze situadas na Fronteira Polónia-República Checa

## História
A primeira menção acerca do povoado de Číhošť data de 1347, quando foi submetida à Fortaleza local e denominada "Číhošť ", conforme documentos encontrados no Monastério da Santa Cruz de Drobovicích. Como testemunhas serviram o "Artleb" de Sačana e Vrbka e o "Mstidruh" de Chlum e Vrbka. Nesses mesmos registros já se mencionava em 1350 a  Igreja da Assunção como Paróquia ligada a uma Universidade Alemã.
A primeira notícia documentada  acerca de brasão e signos ligados à aldeia são um Selo de "Ctiborova Hanek Číhoště", datado de de 1347.  Sua representação heráldica se encontra no "Atlas de Escudos de Armas e Selos da Nobreza Medieval da República Checa e Morávia" (Augusta Sedlacek, Vol. 5, pgs, 141 e 181). Hanek vendeu a aldeia em 1362 à aldeia "Mares Druhanova". Com a já citada submissão à fortaleza, teve em definitivo o nome de "Číhoště".
Nos anos 1384 a 1392 a aldeia pertenceu a "Kuneš", dito "de Číhoště", que a vendeu ao final desse período. Com a morte prematura do proprietário seguinte, a vila passou a pertencer ao homem chamado pelo de Juan de Číhoště,  cuja esposa herdou a propriedade quando Juan foi para um monastério. Em 1424 foi vendida ao gestor Aleš, a partir daí conhecido como "Aleš Číhoště".
Ainda século XV seu proprietário foi mencionado como sendo "Mateo de Chřenovic e Číhoště, seguido por outro senhor do local,  "John Špetlem de Prudic e Žleby" que, por sua vez, vendeu Číhošť em 1550 a  "Michal Slavata de Chlum e Košumberk". Em 1578 se submeteu ao "Ledec" local, cujo senhor era "Jaroslav Trcka de Lípa". Desde então Číhošť foi parte integrante das terras de Ledečs, como também era o município de Kozli.

### Milagre deČíhošť
A Igreja da Assunção da Virgem Maria ficou muito conhecida pelo Milagre de Číhošť,  fato supostamente ocorrido três vezes, entre 11 de Dezembro de 1949 e 8 de Janeiro de 1950, diante de diversas pessoas que assistiam aos cultos dominicais. Pessoas de Číhošť relataram que, em 11 de Dezembro, o Padre Josef Toufar, no seu Sermão, dizia "Aquele Que está em nosso Tabernáculo e Que está entre nós...," quando um crucifixo de madeira de tília (com 50 cm de comprimento), que ficava sobre o altar, se moveu. Sem visível intervenção humana, a peça se inclinou para a esquerda, depois para a direita, depois para oeste. As testemunhas informaram que tal fato de repetiu na missa de Natal e um 8 de Janeiro do ano seguinte.
A medida que a estória se espalhava, novas versões se multiplicavam. Em Praga circulava versão de que uma autoridade comunista de Číhošť havia se aproximado do Padre Toufar para agredi-lo, quando o crucifixo começou a brilhar e se inclinou, levando a agressor a tombar de joelhos, em êxtase religioso. Logo, muitos Peregrinos começaram a ir em romarias a Číhošť e o governo Comunista da Tchecoslováquia mandou comissões de investigadores à pequena cidade. Forças policiais expulsaram peregrinos, o Padre Toufar e outros membros do clero local foram presos. A Igreja foi fechada dois dias depois, sendo permitido o acesso das pessoas apenas para as Missas dos Domingos.
Na época o jornal oficial "Rude Pravo"  qualificou o dito "milagre" como algo "reacionário", "anti-socialista". Seriam, conforme o diário, falsas estórias criadas pela Igreja Católica e pelos mais ricos para desmoralizar o "regime" junto dos camponeses, para fazer desacreditar principalmente as fazendas coletivas.
Josef Toufar foi morto em Fevereiro de 1950, durante as torturas que lhe foram impostas por agentes da StB (Segurança Nacional Checa). Foi interrogado e torturado na prisão de Valtice, vindo a morrer num Hospital de Praga. Os torturadores queriam que o religioso confessasse que os movimentos da cruz se deviam a algum dispositivo mecânico desenvolvido por ele.
A tortura de "Toufar" foi comandada por Ladislav Mácha, o qual foi condenado a dois anos de prisão em 1999 (quanto tinha 72 anos), pena branda em função da sua idade. "Toufar" jamais confessou nada e nenhuma evidência foi encontrada que esclarecesse o assunto. Em 22 de Fevereiro de 1990 foi inaugurado em Číhošť um monumento em homenagem a Josef Toufar.
O compositor lírico Checo Jeronym Zajicek (1926-2007) teve uma de suas obras, "Pater Noster" (1990), inspirada no  infortúnio de Josef Toufar e dedicada a sua memória. Na juventude "Toufar" fora seu colega de Seminário Católico de "Hradec Kralove" .. Conforme outra versão informada a Zajicek que retornara dos Estados Unidos onde vivia, Agentes da StB escolheram aleatoriamente a paróquia de Číhošť para aí forjar um milagre.Eles próprios, secretamente, instalaram na cruz do altar um dispositivo mecânico para movê-la. Toufar e os paroquianos, na sua fé simples, acreditaram e divulgaram o "milagre".
As autoridades comunistas aproveitaram da ocasião para desmoralizar a Igreja Católica que queriam combater nessa época. Chegaram forjar um filme, um "curta metragem", usando um ator parecido com Toufar, como se fosse o próprio, a confessar seu embuste. Porém, as pessoas que assistiram à película perceberam a impostura das autoridades.

## Brasão e Bandeira
Para decidir acerca das proposições para uma Bandeira e um Brasão]] para Číhošť a comunidade estudou com todo cuidado as características culturais, geográficas, históricas, arquitetônicas, sociais, linguísticas, etc. à luz dos aspectos, regras e tradições semióticas, heráldicas e  vexilológicas. 
A principal proposta era focar num personagem ou monumento importante da história do povoado.de Číhošť. Foi escolhida a Igreja Gótica da Assunção de Nossa Senhora, monumento que domina a paisagem da vila. A representação aprovada foi do Campanário preto e branco, isolado e estilizado sobre fundo vermelho, de entre as 18 ideias apresentadas. A cruz negra sobre fundo branco à direita, visa simbolizar o fato do Centro Geográfico da República Checa  estar bem próximo à povoação e também o sacrifício do Padre Josef Toufar, depois do Milagre de Číhošť.
As cores escolhidas, vermelho e prata (ou branco) são características da heráldica da região Ledečsku, sendo que:
- o vermelho é significativo em função do sangue derramado num conflito militar nas proximidades da aldeia, contra o exército sueco
- a cor prata se refere ao metal, Prata, do qual houve durante séculos minerações nas proximidades. Essas minas foram destruídas por desmoronamento em 1881, tendo sido reconstruídas. Porém, houve nova destruição por inundação (falhas no sistema de bombeamento de água) em 1883, essa definitiva.

O autor da proposta vencedora foi o conhecido historiador, explorador, heraldista e vexilólogo Tomas Zdechovský, o qual também foi autor dos projetos das bandeiras e brasões das municipalidades República Checa de Kozli Ledce em Sazavou, Baja Čermná, Vesela, Písek Chlumec em Cidlinou.

## Imagens

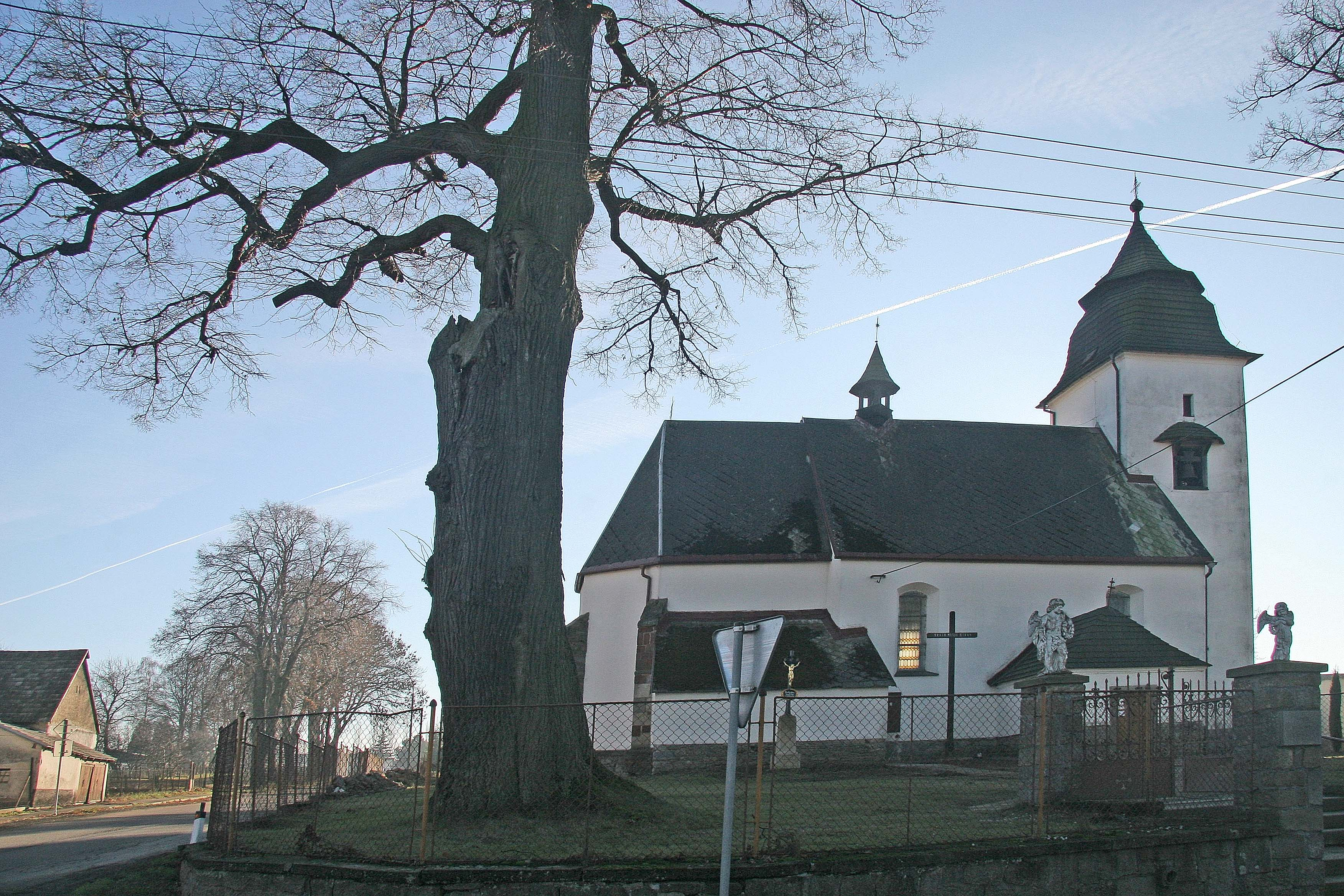
Praça e Igreja da Assunção
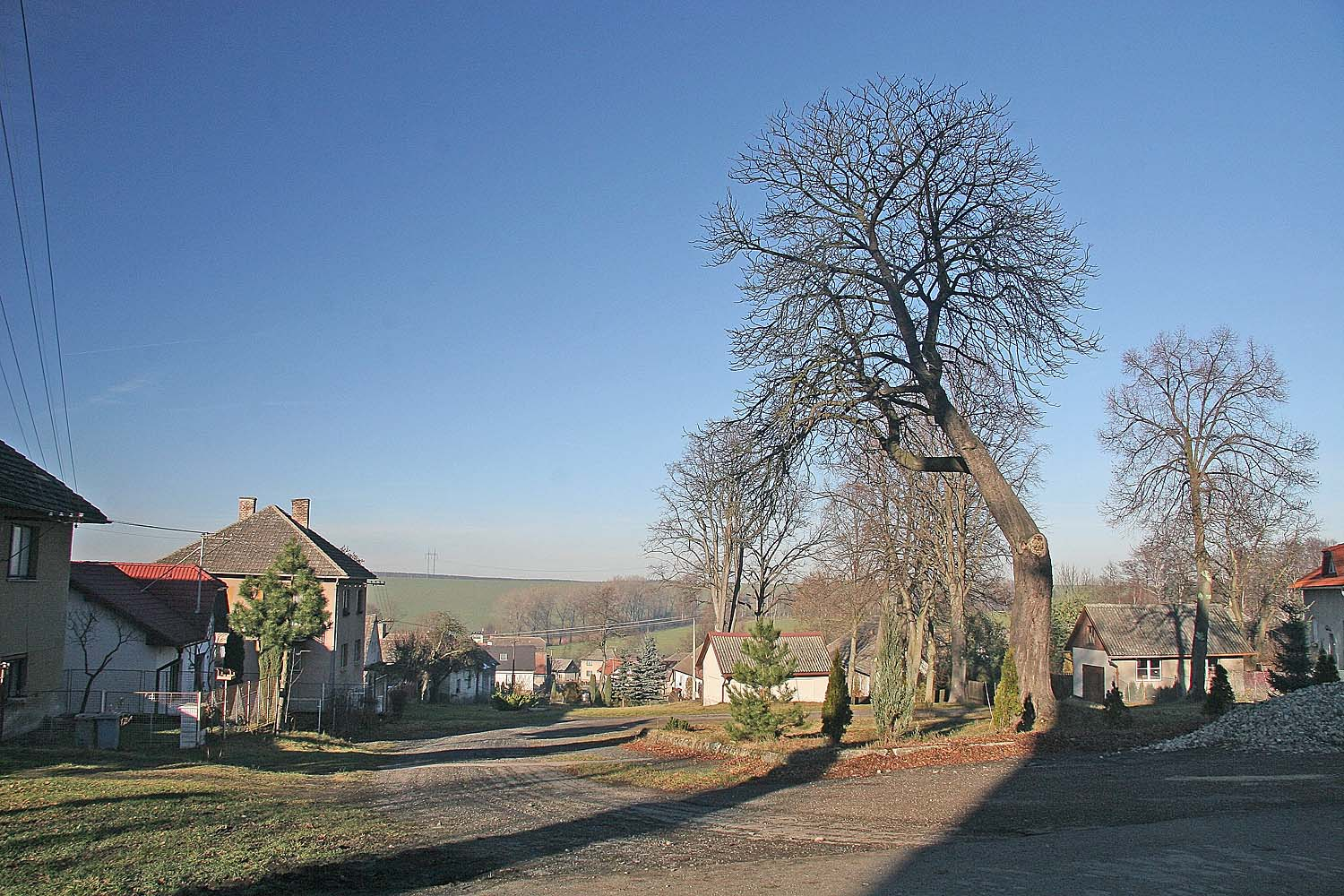
Číhošť vista da Igreja
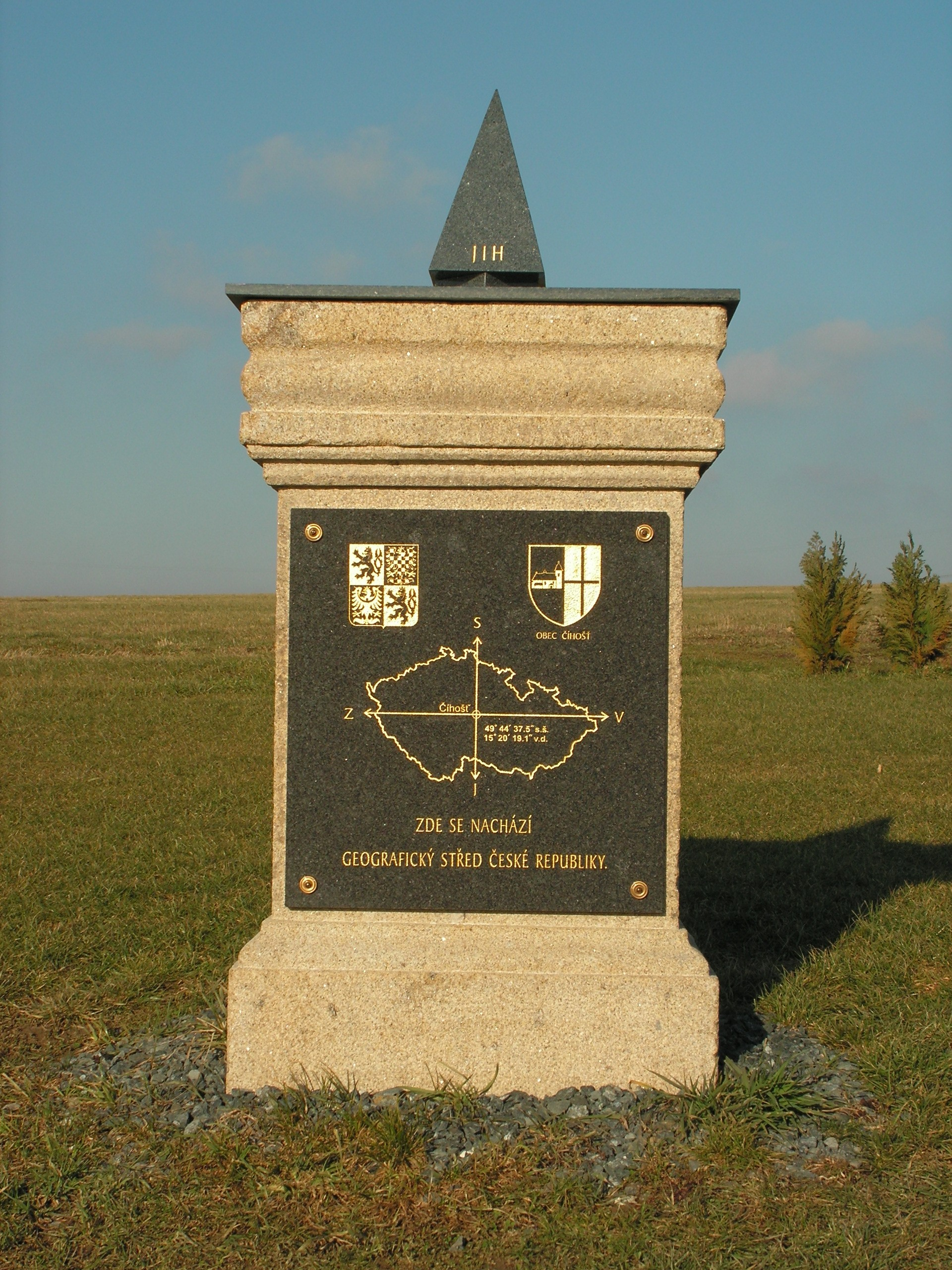
Placa - Centro Geográfico
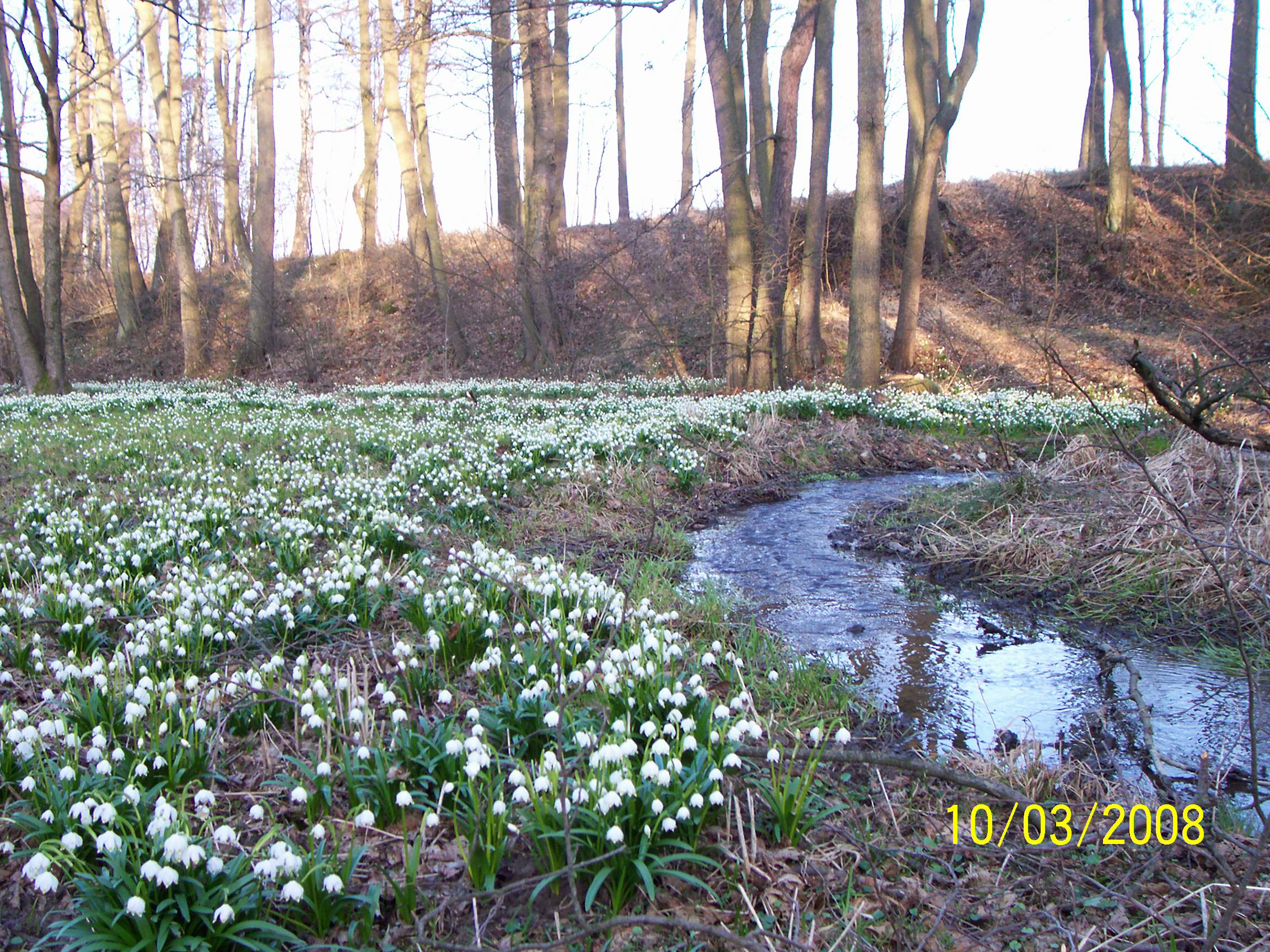
Flocos de Neve na Primavera